# Crozon-sur-Vauvre
Crozon-sur-Vauvre ist eine französische Gemeinde mit 331 Einwohnern (Stand: 1. Januar 2022) im Département Indre in der Region Centre-Val de Loire; sie gehört zum Arrondissement La Châtre und zum Kanton Neuvy-Saint-Sépulchre. Die Einwohner werden Crozonnais  genannt.

## Geographie
Crozon-sur-Vauvre liegt 13 Kilometer südwestlich von La Châtre am Fluss Vauvre. Im Süden grenzt die Gemeinde an das Département Creuse. Nachbargemeinden von Crozon-sur-Vauvre sind Saint-Denis-de-Jouhet im Nordwesten und Norden, Chassignolles im Nordosten, Crevant im Osten, La Forêt-du-Temple im Süden, Aigurande im Südwesten und Westen sowie La Buxerette im Westen.

## Bevölkerungsentwicklung
| Jahr                       | 1962 | 1968 | 1975 | 1982 | 1990 | 1999 | 2006 | 2013 | 2020 |
| Einwohner                  | 848  | 733  | 625  | 543  | 450  | 388  | 355  | 358  | 330  |
| Quellen: Cassini und INSEE |      |      |      |      |      |      |      |      |      |

## Sehenswürdigkeiten
- Kirche Saint-Germain
- altes Pfarrhaus